# جرز (الشعر)

تعديل مصدري - تعديل

جرز محلة تابعة لقرية البرحى، التابعة لعزلة بيت الصائدي بمديرية الشعر إحدى مديريات محافظة إب في الجمهورية اليمنية.، بلغ تعداد سكانها 121 حسب تعداد اليمن لعام 2004.